# Burnin’ Sneakers
Burnin’ Sneakers – drugi album studyjny fińskiego zespołu muzycznego Bomfunk MC’s, wydany 1 maja 2002 roku.

## Lista utworów
Źródło: Discogs
| Nr  | Tytuł                                    | Długość |
| --- | ---------------------------------------- | ------- |
| 1.  | „Super Electric”                         | 3:52    |
| 2.  | „Put Ya Hands Up”                        | 3:42    |
| 3.  | „Where’s the Party At” (feat. Mighty 44) | 4:03    |
| 4.  | „Back to Back”                           | 4:09    |
| 5.  | „Rockin’ with the Best”                  | 4:08    |
| 6.  | „Freak It On”                            | 3:45    |
| 7.  | „Throw 1 Back at Cha”                    | 3:55    |
| 8.  | „Live Your Life”                         | 3:49    |
| 9.  | „Kingstep”                               | 3:29    |
| 10. | „(Crack It) Something Going On”          | 3:47    |
| 11. | „We R Atomic”                            | 4:03    |
| 12. | „Steady Rockin’                          | 3:54    |

## Notowania na listach sprzedaży
| Kraj      | Lista (2002)  | Najwyższa pozycja | Certyfikat     | Sprzedaż |
| --------- | ------------- | ----------------- | -------------- | -------- |
| Finlandia | Top 40 Albums | 1                 | platyna, złoto | 54 797   |
| Szwecja   | Top 60 Albums | 24                | –              |          |
| Norwegia  | Top 40 Albums | 26                | –              |          |
| Dania     | Album Top-40  | 34                | –              |          |